# Ildefonso Cerdá
Ildefonso Cerdá Suñer, en catalán Ildefons Cerdà i Sunyer (Centellas, 23 de diciembre de 1815-Las Caldas del Besaya, 21 de agosto de 1876), fue un ingeniero, urbanista, jurista, economista y político español. Hombre polifacético, escribió en 1867 la Teoría general de la urbanización, obra pionera de la especialidad, por la cual se le considera uno de los fundadores del urbanismo moderno. Su proyecto más importante fue la reforma urbanística de la Barcelona del siglo XIX mediante el Plan Cerdá, con el que creó el actual barrio del Ensanche. Cerdá no fue un triunfador; concentrado meticulosamente en su trabajo, tuvo problemas familiares, su proyecto de ensanche nunca fue bien visto por los estamentos locales y acabó arruinado, pues el gobierno central y el Ayuntamiento de Barcelona no le pagaban los honorarios que le debían. Hubo de pasar un siglo para que se reconociera su legado.

## Biografía

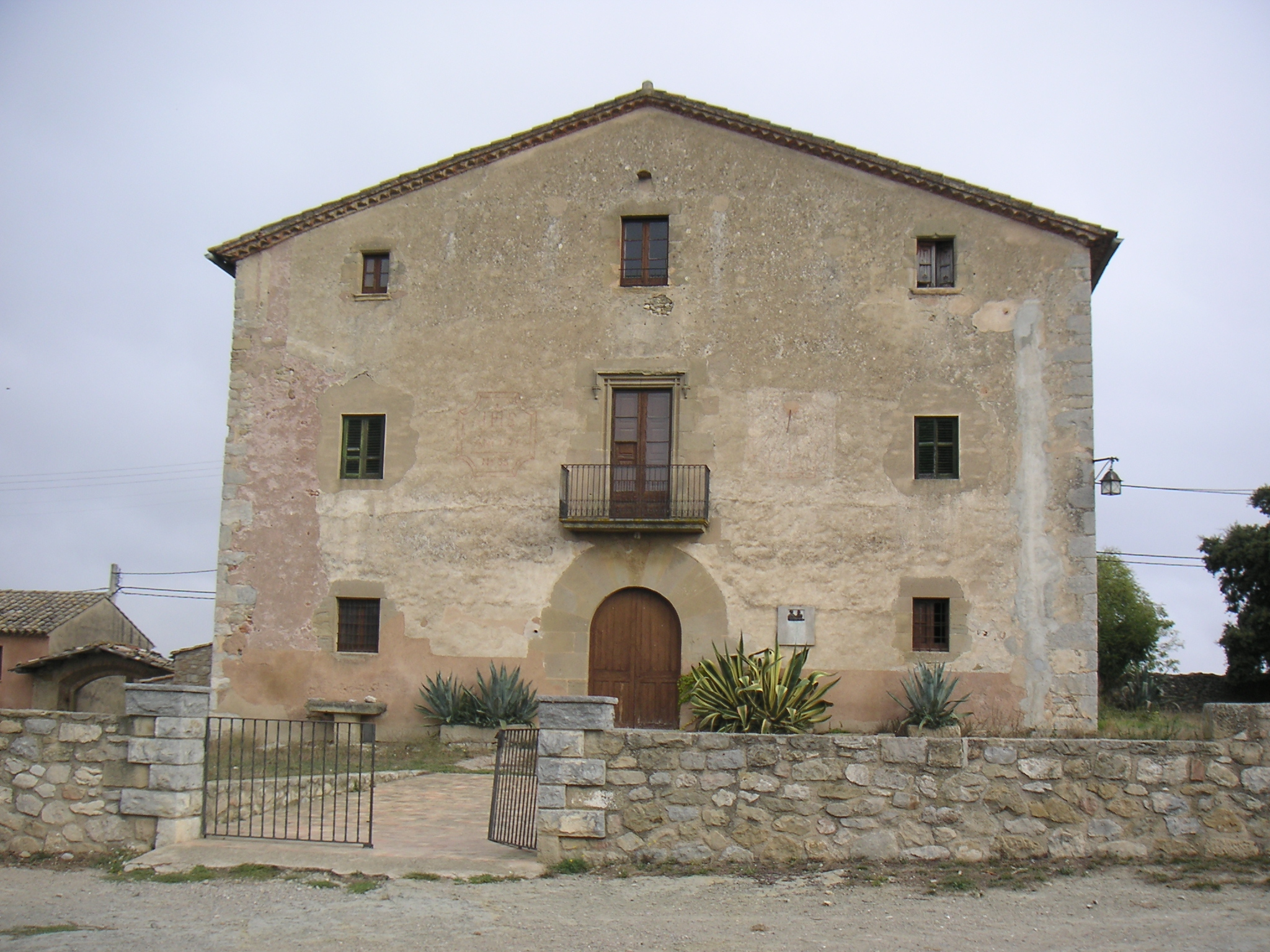
Mas Cerdá de la Garga en Centellas, lugar donde nació y se crio Ildefonso Cerdá.

Nació en el Mas Cerdá de la Garga, una propiedad que su familia poseía desde el siglo XIV, en Centellas, Osona, Barcelona. Fue el cuarto hijo –tercero de los varones– de seis hermanos, en el seno de una familia con raíces documentadas en la Plana de Vich desde 1440. Pese a su ascendencia rural, los Cerdá eran gente de mundo con intereses ligados al comercio americano, un hecho que sin duda estimuló el espíritu abierto, las inquietudes y la fe en el progreso del joven Ildefonso.
Destinado por su padre a la carrera eclesiástica, cursó estudios de latín y filosofía en el seminario de Vich, ciudad donde su familia, de tradición liberal, se refugió durante la Guerra de los Agraviados en 1827. Tras enfrentarse con su padre para cambiar su orientación profesional, en 1832 se trasladó a Barcelona, donde inició los estudios de arquitectura, matemáticas, náutica y dibujo en la Escuela de la Llotja. No obtuvo el título de arquitecto y, en septiembre de 1835, se trasladó a Madrid para estudiar en la Escuela de Ingenieros de Caminos, Canales y Puertos, donde obtuvo el título de ingeniero el año en 1841, tras muchas penurias económicas debidas a la falta de apoyo familiar.
El 20 de junio de 1848 se casó con la pintora Clotilde Bosch Calmell, hija del banquero Josep Bosch Mustich, con quien tuvo cuatro hijas: Pepita (1849), Sol (1850), Rosita (1851) y Clotilde (1862), siendo la última una conocida instrumentista de arpa. La relación matrimonial no funcionó bien y Clotilde, la hija menor, fue fruto de las relaciones adúlteras de su esposa, aunque Cerdá la reconoció como propia. Finalmente, en 1862 el matrimonio se separó.
Con la muerte prematura de su padre (1787-1844) y de sus dos hermanos, Ramon (1808-1837) y Josep (1806-1848), heredó un patrimonio importante que le permitió renunciar, en 1849, a su cargo oficial en Obras Públicas, reorientar su profesión, entrar en política y dedicar, como él mismo describió, «mi fortuna toda entera, todo mi crédito, todo mi tiempo, todas mis comodidades, todas mis afecciones, y hasta mi consideración personal en la sociedad, a la idea urbanizadora».

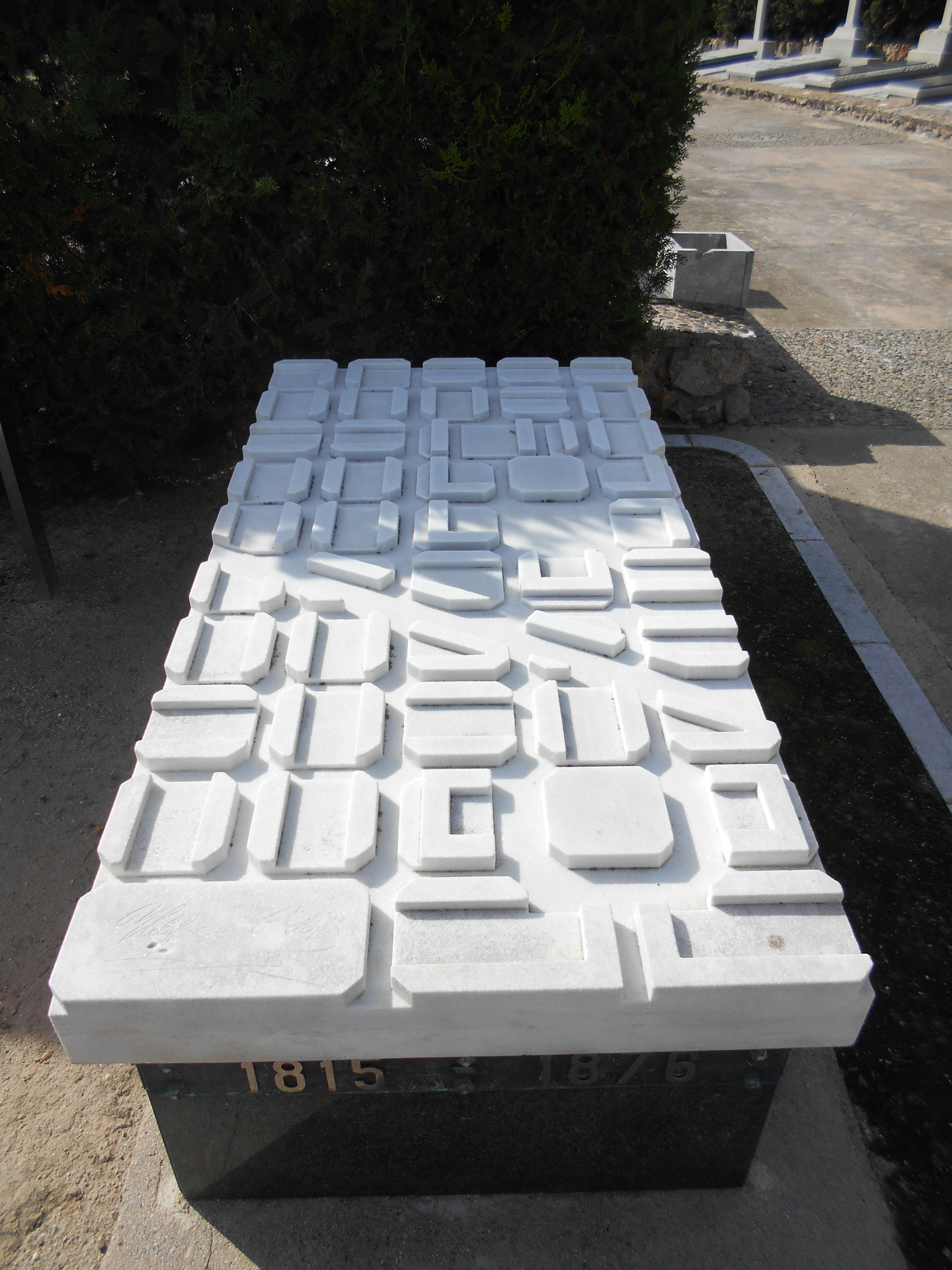
Sepultura de Cerdá en el cementerio de Montjuic. La lápida tiene la forma de la trama del Ensanche

En los últimos días de su vida, enfermo y semiarruinado, pues el gobierno le debía los honorarios de muchos de los trabajos realizados, se trasladó al balneario de Las Caldas de Besaya, en Cantabria, donde murió el 21 de agosto de 1876. El día 23 de agosto el diario La Imprenta publicó una nota necrológica con las palabras siguientes: «El señor Cerdá era liberal y tenía talento, dos circunstancias que en España perjudican y suelen crear muchos enemigos...»
En mayo de 1970, y coincidiendo con la reimpresión de su Teoría general de la urbanización, tras gestiones del Colegio Oficial de Arquitectos de Cataluña y Baleares, sus restos mortales fueron trasladados y enterrados en el Cementerio Nuevo de Montjuïc en Barcelona, realizándose diversos actos de homenaje.

## Vida política
Interesado por el estudio del urbanismo, en Barcelona entró en contacto con las doctrinas del socialismo utópico de Étienne Cabet y del mundo utópico de su Voyage en Icarie (1840) y se relacionó con Narciso Monturiol y Ramón Martí Alsina.
Tras haber terminado sus estudios, se alistó en la milicia nacional formada por defensores de los ideales liberales, donde llegó al grado de teniente de granaderos. Su ideología progresista le llevó a participar activamente en la vida pública: llegó a ser diputado por Barcelona en las Cortes Españolas en las elecciones de 1850 –la legislatura empezó el 18 de mayo de 1851–, formando parte de una candidatura progresista junto con Estanislao Figueras, Pascual Madoz y Jacinto Félix Doménech.

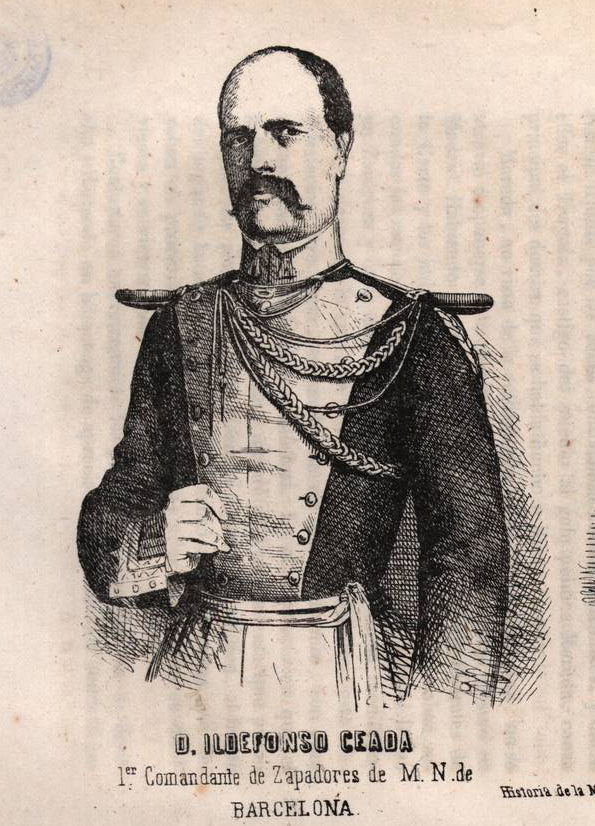
Retrato de Ildefonso Cerdá como primer comandante de zapadores de la Milicia Nacional de Barcelona

Durante el Bienio Progresista fue nombrado comandante del batallón de zapadores de la milicia nacional. Tras este periodo, en 1854 ingresó como regidor en el Ayuntamiento de Barcelona.
Fue en la década de 1850 cuando tomó una mayor conciencia social y fijó las bases de su futuro proyecto urbanístico, al ver cómo la ciudad, apremiada y ahogada por las murallas que la rodeaban, no podía crecer ni física ni higiénicamente. Sensibilizado con las condiciones de vida de la ciudad y los problemas de las clases obreras, encabezó la movilización que entró en la Casa de la Ciudad de Barcelona el 3 de julio de 1855 para recuperar la bandera que había sido arrebatada a las Asociaciones Obreras que estaban generando una fuerte inestabilidad social. Esta actuación le generó enemistades en las clases dominantes, pero fue la causa por la que acompañó a una delegación de trabajadores barceloneses a Madrid a exponer los problemas del asociacionismo obrero con Manuel Alonso Martínez, ministro de Fomento del gobierno de Baldomero Espartero. El año siguiente, 1856, fue destituido del Ayuntamiento barcelonés por el capitán general Juan Zapatero y Navas y fue encarcelado en dos ocasiones. Entre 1864 y 1866 volvió a ser regidor en el Ayuntamiento de Barcelona.
La revolución de 1868 lo llevó nuevamente a la vida pública e ingresó en el Partido Republicano Democrático Federal. Militante del sector moderado del federalismo, fue elegido diputado por sufragio popular en las elecciones de 1871 por el distrito electoral de Centellas, del partido judicial de Vich, y en la sesión de constitución de la Corporación fue nombrado vicepresidente de la Diputación de Barcelona, desde donde contribuyó a proclamar la Primera República Española en 1873.
En mayo de 1873 dimitió el presidente Benito Arabio, razón por la que Cerdá pasó a ocupar la presidencia de la Diputación hasta enero de 1874, fecha en la que el capitán general de Cataluña disolvió la Corporación como consecuencia del golpe de Estado del general Manuel Pavía. En este periodo hubo un rebrote carlista y la «Junta de Salvación y Defensa de Cataluña» organizó una milicia ciudadana de hombres de entre 20 y 40 años. El gobierno de Madrid no dio su aprobación pero, a pesar de ello, se organizaron cuatro batallones de «Guías de la Diputación».
Cerdá formó parte de la Junta de Obras del Puerto de Barcelona e intervino en la proclamación del Estado Catalán de carácter federalista y republicano de 1873.

## Trayectoria profesional
Inició su vida profesional como ingeniero estatal en la jefatura de Obras Públicas y, entre 1839 y 1849, estuvo destinado en Murcia, Teruel, Tarragona, Valencia, Gerona y Barcelona, donde participó en las obras del primer ferrocarril español, la línea Barcelona-Mataró. Este trabajo hizo que se interesara por las aplicaciones de la máquina de vapor en el nuevo y revolucionario sistema de locomoción que representaba el ferrocarril.
Realizó estudios estadísticos y síntesis gráficas con propuestas de viviendas para varias categorías sociales y con diferentes grados de complejidad, desde la casa aislada hasta la colectiva.

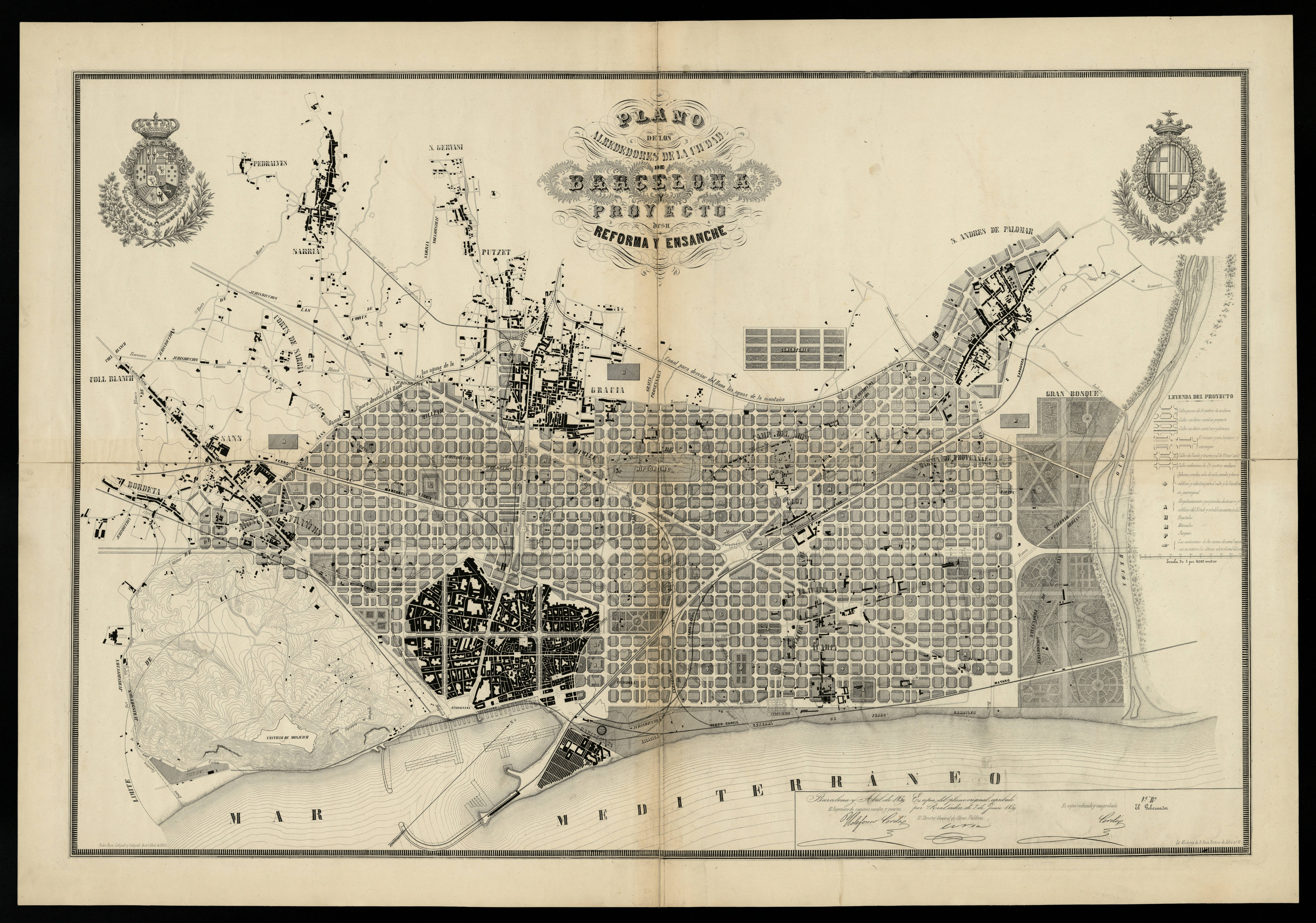
Su principal proyecto urbanístico: el Ensanche de Barcelona, conocido como el Plan Cerdá (1859), donde se aprecia la retícula de cuadrados achaflanados y las diagonales programadas

Las propuestas jurídicas de Cerdá para las ciudades de Madrid y Barcelona, propiciaron una nueva legislación, pero se encontró falto de precedentes, tanto por la legislación estatal como la extranjera. En Cuatro palabras sobre el Ensanche (1861) desarrolló extensamente el sistema de compensación y la técnica de reparcelación como medio para conseguir una justa distribución de los beneficios y de los gastos del planeamiento urbanístico entre los propietarios y la obtención de terrenos de forma proporcionada y edificables en proporción a la parcela aportada, sistema incluido más tarde en el Proyecto de ley de Posada Herrera e incorporado un siglo después a la Ley del Suelo de 1956.
En la vertiente económica, Cerdá estableció las normas de infraestructura, de división de la propiedad y de atribución de las parcelas de los terrenos de la Barcelona nueva.

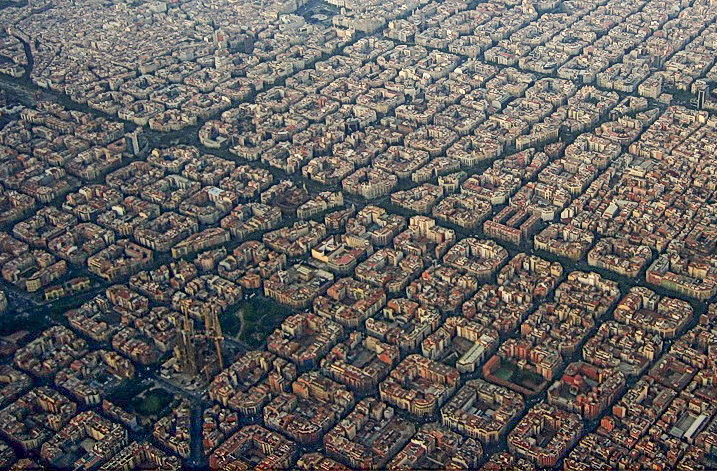
El plan ideado por Cerdá está plenamente vigente en la Barcelona actual

En el campo de las ciencias sociales trató de solucionar los problemas de la concentración demográfica de las ciudades y del desarrollo industrial en su obra Teoría general de la urbanización. En este tratado planteó teorías que en gran parte ya había aplicado con anterioridad en el Proyecto de Reforma Interior y Ensanche de Barcelona. Incluyó asimismo una valoración de las condiciones de vida de las clases populares, con una aproximación al estudio de las desigualdades sociales en la salud, donde comparó las diferencias de esperanza de vida según la clase social. Ildefonso Cerdá desarrolló un auténtico estudio sociológico como apéndice en su Teoría general de la Urbanización puesto que consideró a los obreros como su proyecto de ensanche de Barcelona, y solamente legó cifras para la posteridad, dejando atrás los deseos de la masa obrera, que forzosamente debió recoger en sus búsquedas sociales. Según sus cifras, se puede contabilizar el número de obreros que existían en Barcelona en aquella época: de los 54.000 obreros, unos 6500 podían considerarse "distinguidos", esto es, que podían vestirse y educarse bien. Los otros eran simples jornaleros. Cerdá mencionó que los días de jornal en Barcelona eran, anualmente, de 269, y que el sueldo medio diario del obrero era de 8,55 reales. Sólo los más diestros, generalmente casados, superaban estas cifras salariales. Comparando los ingresos y los gastos, solamente un obrero trabajador en una fábrica textil, como tejedor de primera o segunda categoría, podía atender los gastos de su matrimonio. Pero en cuanto llegaban los hijos amenazaba el déficit, y con él las desazones y las preocupaciones. Una enfermedad o un accidente imprevisto significaba el desempleo forzoso y la pérdida de los ingresos familiares.

## El Plan Cerdá
La obra más importante y más reconocida internacionalmente es su plan de ensanche para la ciudad de Barcelona. Nacido en medio de la polémica por su imposición desde el gobierno de España en contra de la voluntad del consistorio municipal, fue aprobado en junio de 1859 y se empezó a desarrollar un año más tarde.

### El nuevo lenguaje de Cerdá
El plan aportó la clasificación primaria del territorio: las «vías» y los espacios «intervías». Las primeras constituyen el espacio público de la movilidad, del encuentro, del apoyo a las redes de servicios (agua, saneamiento, gas...), el arbolado (más de 100.000 árboles en la calle), el alumbrado y el mobiliario urbano. Las «intervías» (isla, manzana, bloque) son los espacios de la vida privada, donde los edificios plurifamiliares se reúnen en dos hileras en torno a un patio interior a través del cual todas las viviendas (sin excepción) reciben la luz natural del Sol, la ventilación y la alegría de vivir, como pedían los movimientos higienistas.
Cerdá defendía el equilibrio entre los valores urbanos y las ventajas rurales: «Ruralizad aquello que es urbano, urbanizad aquello que es rural» es el mensaje que se encuentra al principio de su Teoría general de la urbanización.

### Estructura del Plan Cerdá

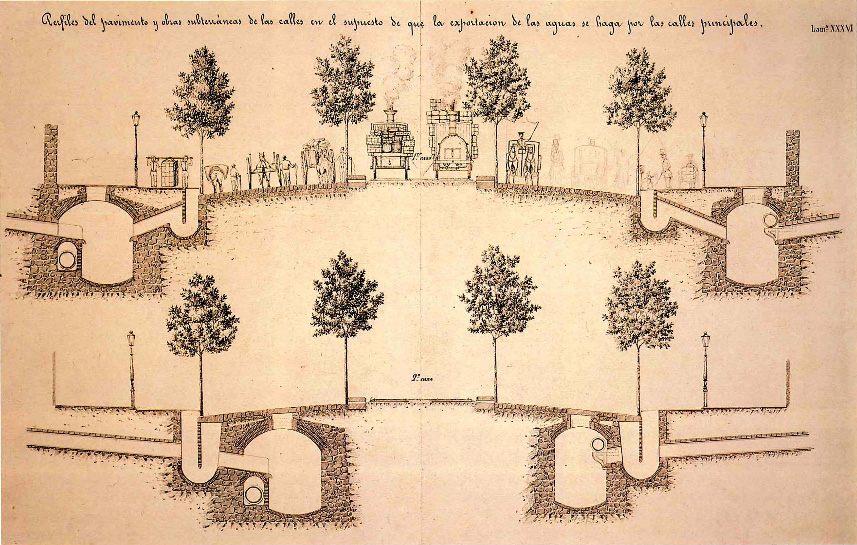
Sección de una calle del ensanche tal y como figuraba en el proyecto

Del plano propuesto por Cerdà para la ciudad destacaba una previsión de crecimiento optimista e ilimitada, la ausencia programada de un centro privilegiado, su carácter matemático, geométrico y con una visión científica. Obsesionado por los aspectos higienistas que tanto había estudiado, su estructura aprovecha al máximo la dirección de los vientos para facilitar la oxigenación y la limpieza de la atmósfera.
Además de los aspectos higienistas, a Cerdá le preocupaba la movilidad. Definió una anchura de calles absolutamente inusitada, en parte para huir de la densidad inhumana en que vivía la ciudad, pero también pensando en un futuro motorizado, con unos espacios propios separados de los de convivencia social, que reservaba para las zonas interiores.
Incorporó el trazado de las líneas ferroviarias que tanto le habían influido en su visión de futuro cuando visitó Francia, si bien era consciente de que debían ir soterradas, y se preocupó de que cada barrio tuviese una zona dedicada a edificios públicos.
La solución formal más destacada del proyecto fue la incorporación de la manzana de casas; su forma crucial y absolutamente singular con respecto a otras ciudades europeas viene marcada por su estructura cuadrada de 113 metros con unos chaflanes de 45°.

### Geometría del Ensanche

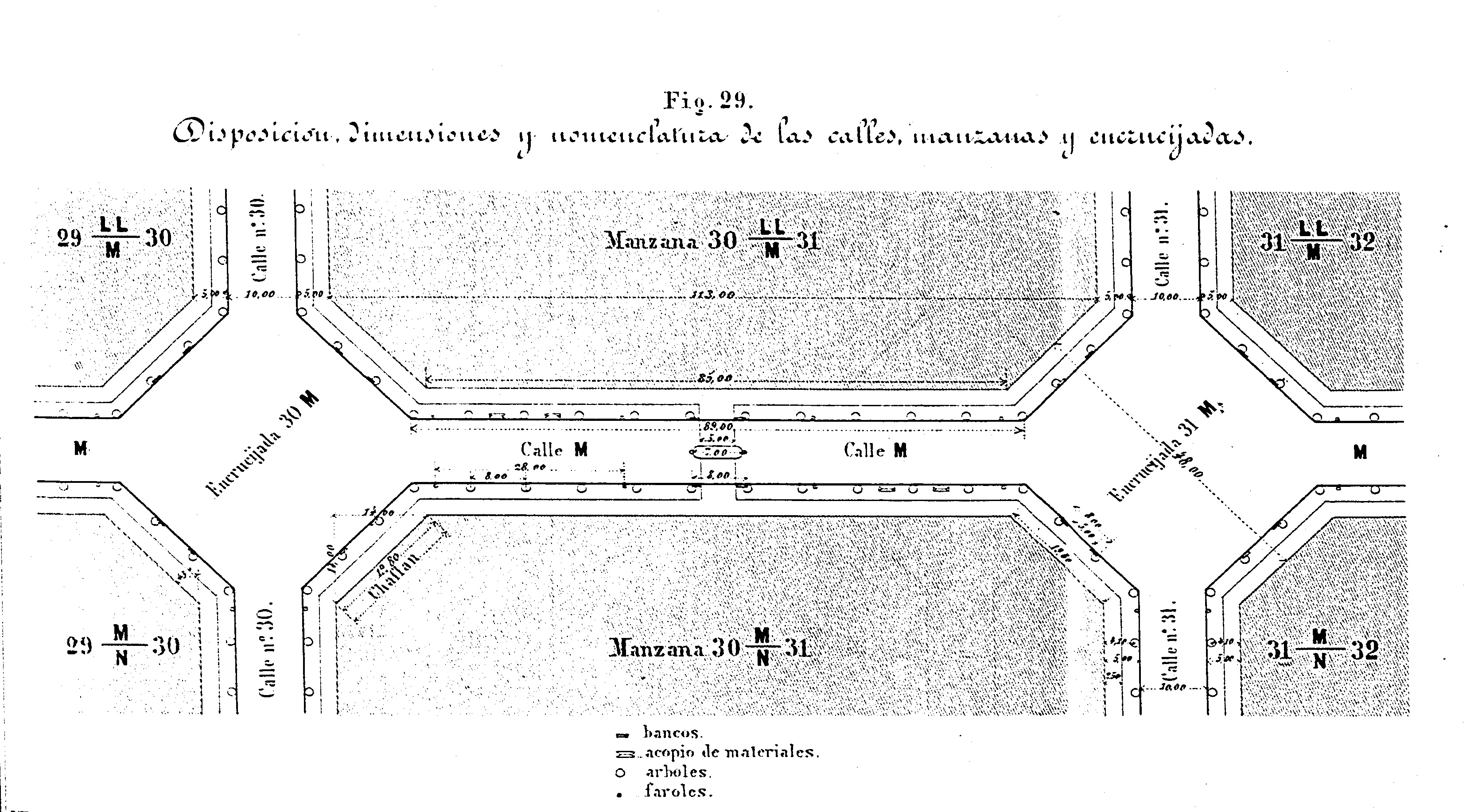
Esquema del funcionamiento de los cruces incluido en el Plan Cerdá

La cuadrícula de Cerdá preveía calles de 20, 30 y 60 metros de anchura. Las manzanas tenían construcciones en sólo dos de sus cuatro lados, lo cual daba una densidad de 800.000 personas. Con el diseño original, el ensanche se habría ocupado totalmente hacia 1900, si bien tanto el mismo Cerdá como, posteriormente, algunas acciones especulativas lo densificaron sustancialmente.

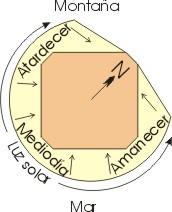
Esquema de la luz solar en las manzanas

Cerdá propuso el «Ensanche ilimitado», una cuadrícula regular e imperturbable a lo largo de todo el trazado urbano. A diferencia de otras propuestas que rompían su ritmo repetitivo para meter espacios verdes o servicios, la propuesta de Cerdá los engloba internamente, cosa que le permite fijar una repetición continua en el plan con la capacidad de alterarlo cuando convenga.
La visión del ingeniero era de crecimiento y modernidad; su genialidad le hace anticiparse a futuros conflictos de circulación urbana, 30 años antes de inventarse el automóvil.
Cerdá despliega el trazado sobre la columna vertebral que supone la Gran Vía. Trabaja con módulos de 10 x 10 manzanas (que Cerdá considera un distrito) y que se corresponden con los cruces principales (plaza de las Glorias Catalanas; plaza de Tetuán; plaza de la Universidad), con una calle más ancha cada cinco (calle de la Marina; la vía Layetana, que atravesaría la ciudad vieja 50 años más tarde; calle de Urgell). Con estas proporciones, así como la resultante de la medida de la manzana, Cerdá consigue ubicar una de las calles anchas que bajan del mar a la montaña a cada banda de la ciudad vieja (calle de Urgell y paseo de San Juan) con 15 manzanas en el medio.

### Excepciones a la regularidad

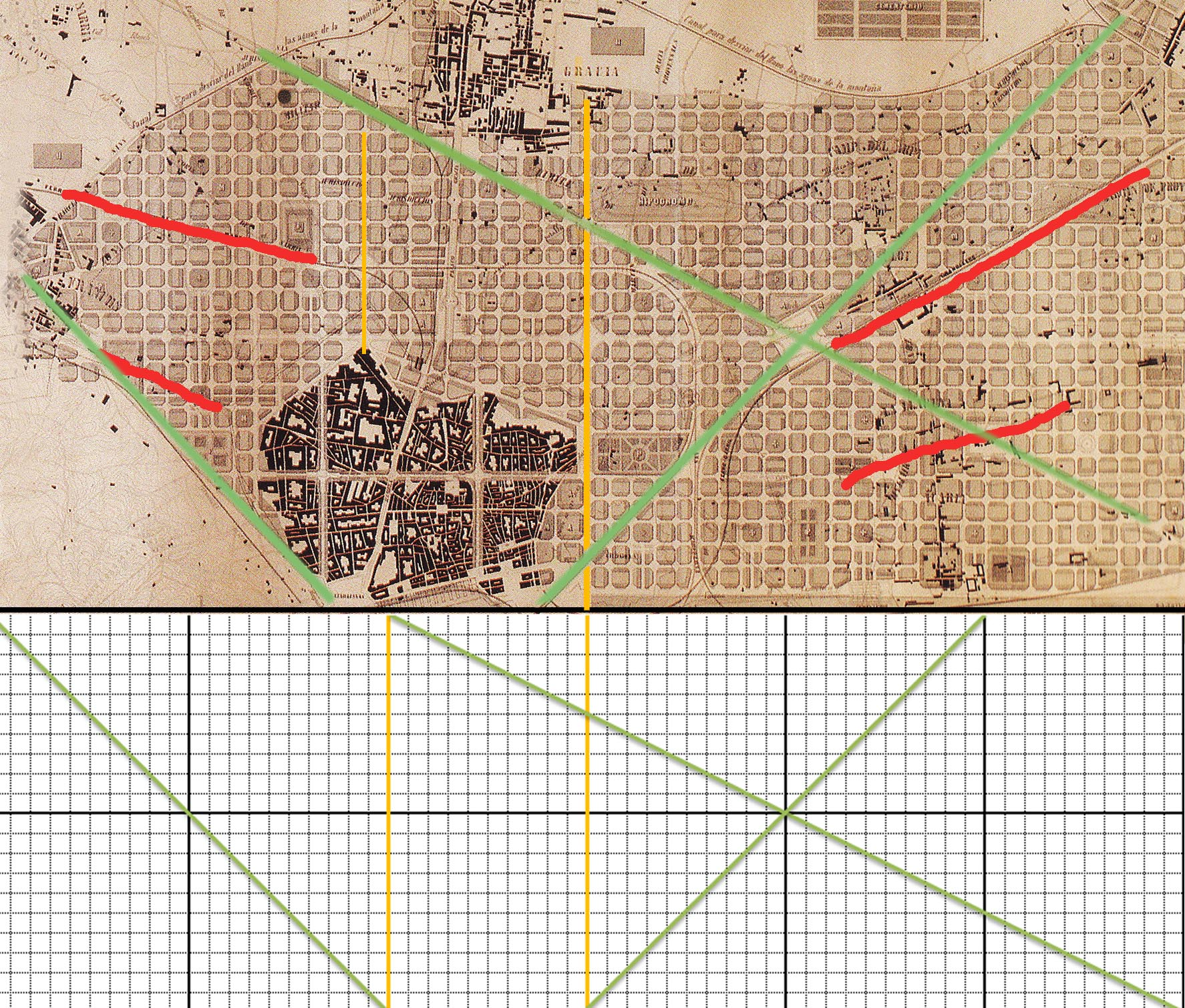
Proyección del módulo 10 utilizado por Cerdá para el trazado de las vías principales y diagonales; en rojo, antiguos caminos que han sobrevivido a la trama Cerdá

Hay que mencionar especialmente el diseño del paseo de Gracia y de la rambla de Cataluña donde, con el fin de respetar el antiguo camino de Gracia y la vertiente natural de las aguas –de aquí el nombre de rambla–, trazó sólo dos vías consecutivas de anchura especial cuando en realidad, atendiendo al tramado de 113 m, tendría que haber tres calles. Además, el paseo de Gracia, con el fin de respetar el antiguo trazado, no es exactamente paralelo al resto de calles, por lo cual las manzanas existentes entre las dos vías mencionadas, si bien son de diseño ortogonal con chaflanes, presentan irregularidades que les dan forma de trapecio.
A todo eso hay que añadir la presencia de algunas vías de carácter especial que no siguen el trazado reticular sino que lo atraviesan en diagonal, como la misma avenida Diagonal, la Meridiana o la del Paralelo, y otras que fueron trazadas respetando la existencia de antiguas vías de comunicación con los pueblos vecinos.

### Oposición al Plan Cerdá y menosprecio al autor
Ya antes de su aprobación contó con la oposición municipal. El grupo dominante de Barcelona actuó en contra del plan de la misma manera que lo hizo contra las crecientes protestas populares. El carácter antiautoritario, antijerárquico, igualitario y racionalista del plan colisionaba con la visión de la burguesía, que prefería como referente de nueva ciudad a París o Washington, con una arquitectura de carácter más particularista.
La figura de Cerdá también generó antipatías entre los arquitectos, ya que no podían perdonar la afrenta que había significado adjudicar una responsabilidad urbanística a un ingeniero. Cerdá sufrió una campaña de desprestigio personal repleta de leyendas y mentiras. No sirvió de nada que fuera de una familia catalana originaria del siglo XV, ni que hubiera proclamado la república federal catalana desde el balcón de la Generalidad, porque se acabó difundiendo que «no era catalán».
Institucionalmente también fue despreciado. El concurso del ensanche fijaba la adjudicación del nombre del ganador a una calle principal del entramado. A Cerdá se le negó este premio hasta que en los años 1960 la plaza Cerdá tomó su nombre. Se trata de una plaza ubicada fuera de la trama que él mismo realizó, con una marginalidad urbanística mantenida hasta hace poco tiempo y recordada por los constantes problemas de inundaciones por un mal diseño del alcantarillado, curiosamente una de las máximas preocupaciones de Ildefonso Cerdá. De la misma manera, se le negó un monumento que ya había sido diseñado en 1889 por Pedro Falqués y que el alcalde Rius y Taulet no quiso llevar a cabo.

## Principales obras
- 1859 - Teoría de la construcción de las ciudades, vol. 1. Barcelona, 1859. Editado en 1991 por el Ministerio de Administraciones Públicas, el Ayuntamiento de Barcelona y el Ayuntamiento de Madrid. ISBN 84-7088-583-9.
- 1861 - Teoría de la construcción de las ciudades, vol. 2. Madrid, 1861. Editado en 1991 por el Ministerio de Administraciones Públicas, el Ayuntamiento de Barcelona y el Ayuntamiento de Madrid. ISBN 84-7088-586-3.
- 1863 - Teoría del enlace del movimiento de las vías marítimas y terrestres.
- 1867 - Teoría general de la urbanización y aplicación de sus principios y doctrinas a la reforma y ensanche de Barcelona. Madrid: Imprenta Española, 1867. Reeditado por el Instituto de Estudios Fiscales, 1968-1971.[19]
- 1867 - Monografía estadística de la clase obrera Barcelona, en 1856: Espécimen de una estadística funcional de la vida urbana, con aplicación concreta en dicha clase. Se publicó como un apéndice de la Teoría general de la urbanización.[20]
- ? - Teoría general de la ruralización.

## Fondo personal
La documentación personal y cartográfica de Ildefonso Cerdá, conservada en el Archivo Histórico de la Ciudad de Barcelona (AHCB), procede del donativo que el Colegio de Ingenieros de Caminos, Canales y Puertos de Cataluña hizo al Ayuntamiento de Barcelona, el 27 de septiembre de 1979.
La colección cartográfica del Legado Cerdá, depositada en la sección de Gráficos del AHCB, es una fuente insustituible para profundizar en el conocimiento sistemático de algunas de las características del territorio del Llano de Barcelona. Consiste en un conjunto de 56 planos originales de gran formato que abarcan el territorio a urbanizar y que proporcionan una información detallada sobre el espacio situado entre el recinto amurallado de Barcelona, la montaña de Montjuic y los núcleos suburbanos del Llano.
La serie de documentación personal la integran un total de 32 textos, catorce autobiográficos y dieciocho urbanísticos. Esta documentación abarca un periodo cronológico que se extiende entre 1841 y 1876.